# 塘路駅
塘路駅（とうろえき）は、北海道川上郡標茶町字塘路4番地11にある、北海道旅客鉄道（JR北海道）釧網本線の駅である。電報略号はトロ。事務管理コードは▲111603。駅番号はB58。

## 歴史

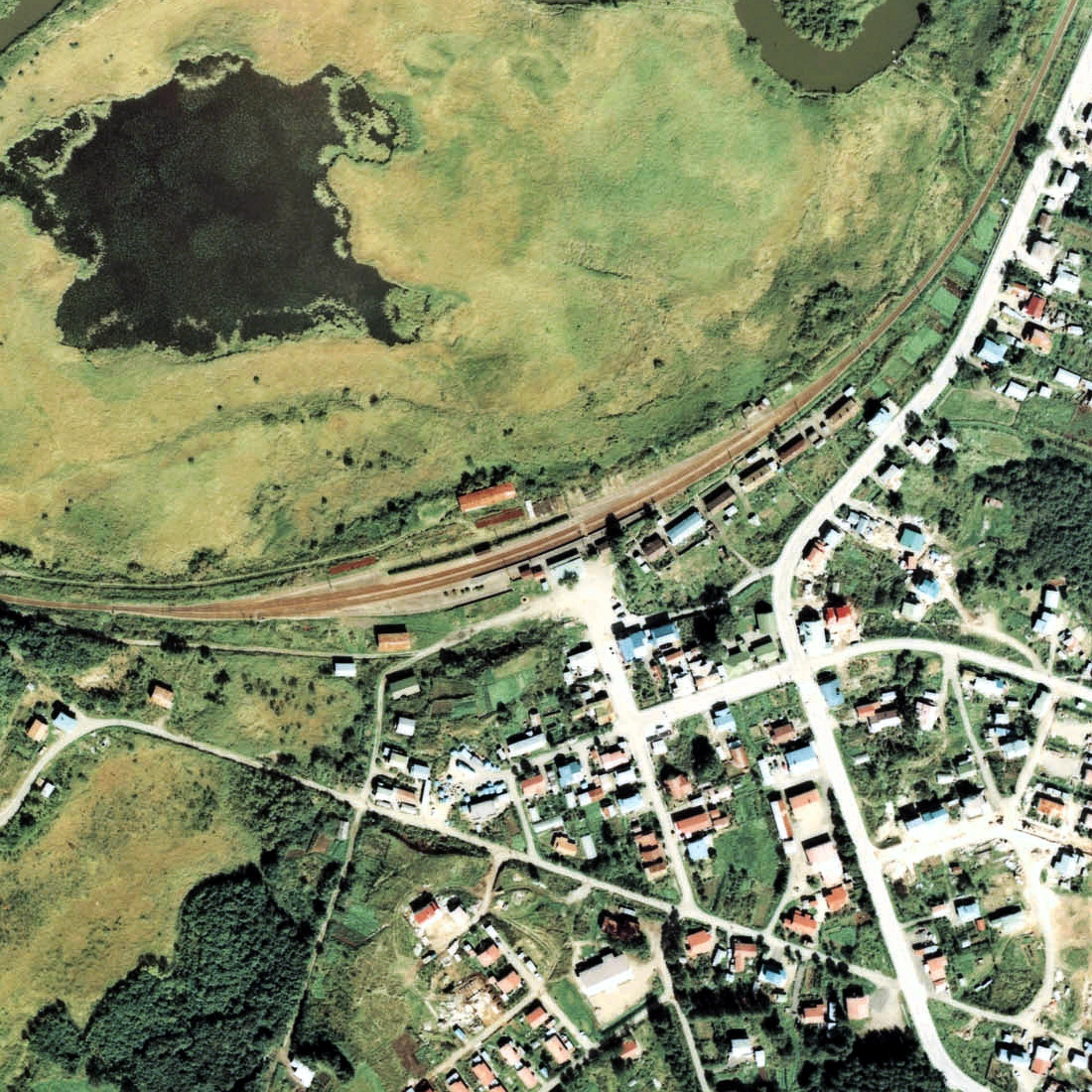
1977年の塘路駅と周囲約500m範囲。上が網走方面。周辺は既に観光地化されている。カーブ状の相対式ホーム2面2線と駅裏側に副本線、駅舎横の釧路側に貨物ホームと引込み線を有した。

- 1927年（昭和2年）9月15日：鉄道省釧網本線釧路駅[注 1] - 標茶駅間開業に伴い開業（一般駅）[2][3]。
- 1953年（昭和28年）1月31日：駅舎を改築する[4][3]。
- 1973年（昭和48年）2月5日：貨物の取り扱いを廃止[3]。
- 1984年（昭和59年）2月1日：荷物の取り扱いを廃止する[5][6]。
- 1986年（昭和61年）11月1日：釧網本線の合理化により、駅員無配置（簡易委託駅）となる[6][7]。
- 1987年（昭和62年）4月1日：国鉄分割民営化に伴い、北海道旅客鉄道（JR北海道）に継承される[8]。
- 1991年（平成3年）：同年公開の映画「仔鹿物語」の撮影に当駅を使用[9]。
- 1992年（平成4年）4月1日：簡易委託が廃止され、無人駅となる。
- 1998年（平成10年）
  - 7月1日：同日の「くしろ湿原ノロッコ号」への新車両（50系51形改造車、通称510系客車）投入および折り返し作業簡素化、増発に合わせ、次のように改修[新聞 1][10][11][6]。
    - 既存のログハウス駅舎（釧路湿原・細岡）に合わせて駅外装をログハウス風に改装し同日リニューアルオープン。旧事務室を改修し、軽食喫茶「ノロッコ & 8001」開業。
    - 東釧路方場内信号機を改修し、東釧路方から2番線（上り本線）だけでなく1番線（下り本線）に直接入線可能とした（1番線から網走方への出発は引き続き不可）。
    - 2番線（上り本線）東釧路方に出発信号機を新設し、2番線到着時にも1番線への転線を伴わず東釧路方へ直接折り返し可能とした。
      - これらと機回し不要の制御客車の導入により入替作業が不要となり、ノロッコ号を従来の1日1往復から最大4往復まで運転可能とした[注 2]。

  - 7月9日：駅隣接地に「ミニエゾシカ公園」開業[6][10]。
- 2007年（平成19年）10月1日：駅番号を設定 (B58) [JR北 1]。

### 駅名の由来
所在地名より。

## 駅構造
相対式ホーム2面2線をもつ地上駅である。駅本屋側の1番線が下り本線（釧路方面）、対向の2番線が上り本線（網走方面）であるが、信号装置上東釧路方からは1番線・2番線双方へ入線可能、2番線は下り方面への出発も可能となっており、当駅から釧路方面への折り返し運転（主に「くしろ湿原ノロッコ号」を想定）に対応している。かつては副本線および貨物ホームを有していた。釧路駅管理の無人駅。
駅舎は1953年（昭和28年）に改築されて以来のものであるが、1998年（平成10年）にログハウスを模した外観に改修されており、旧事務室部分には喫茶店「ノロッコ & 8001」が入居している。

### のりば
| 番線 | 路線      | 方向 | 行先           | 備考                       |
| ---- | --------- | ---- | -------------- | -------------------------- |
| 1    | ■釧網本線 | 下り | 釧路方面       | 当駅始発列車の発着にも対応 |
| 2    | ■釧網本線 | 下り | 釧路方面       | 信号の上では可能           |
| 2    | ■釧網本線 | 上り | 摩周・網走方面 |                            |

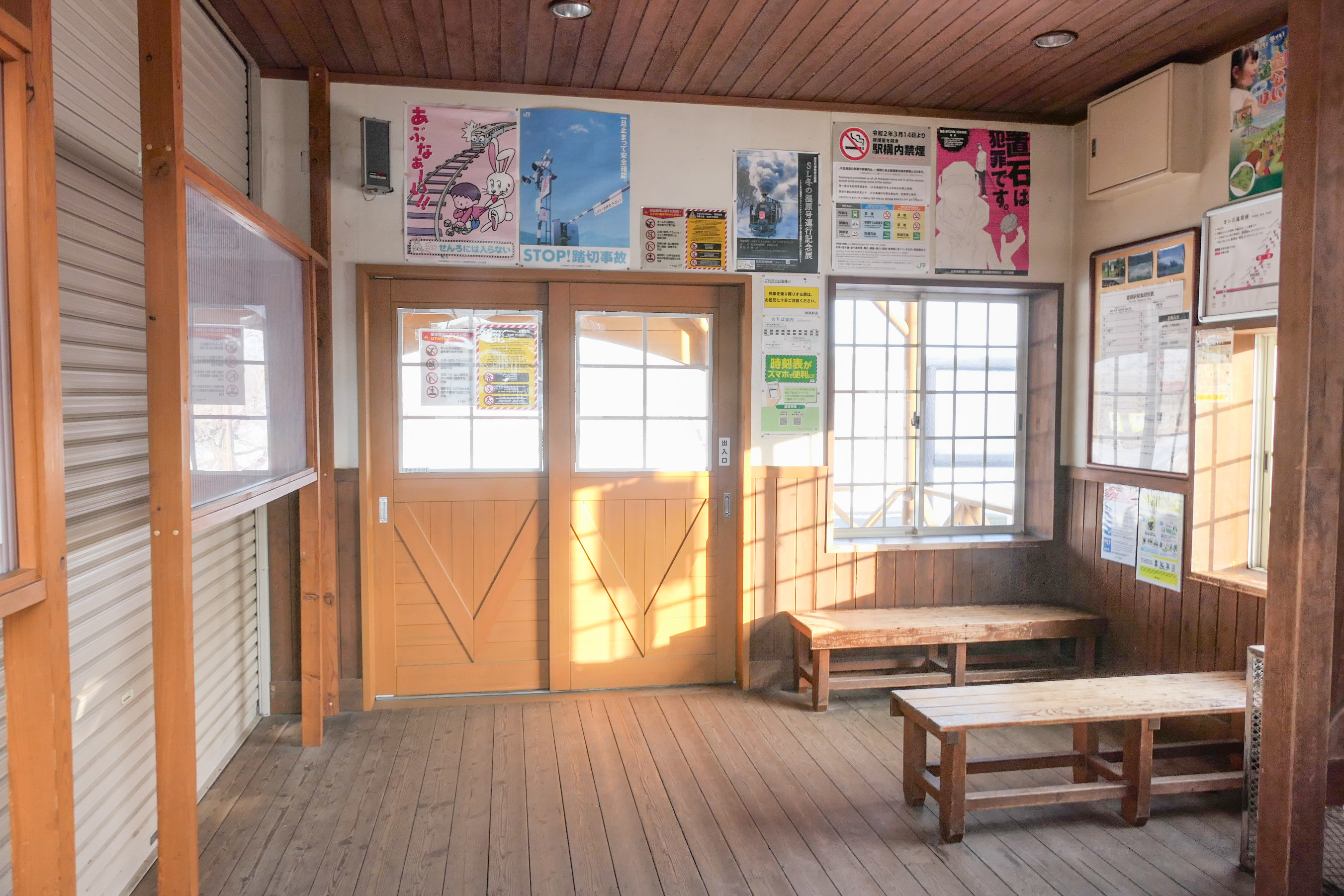
駅舎内（2025年2月24日）
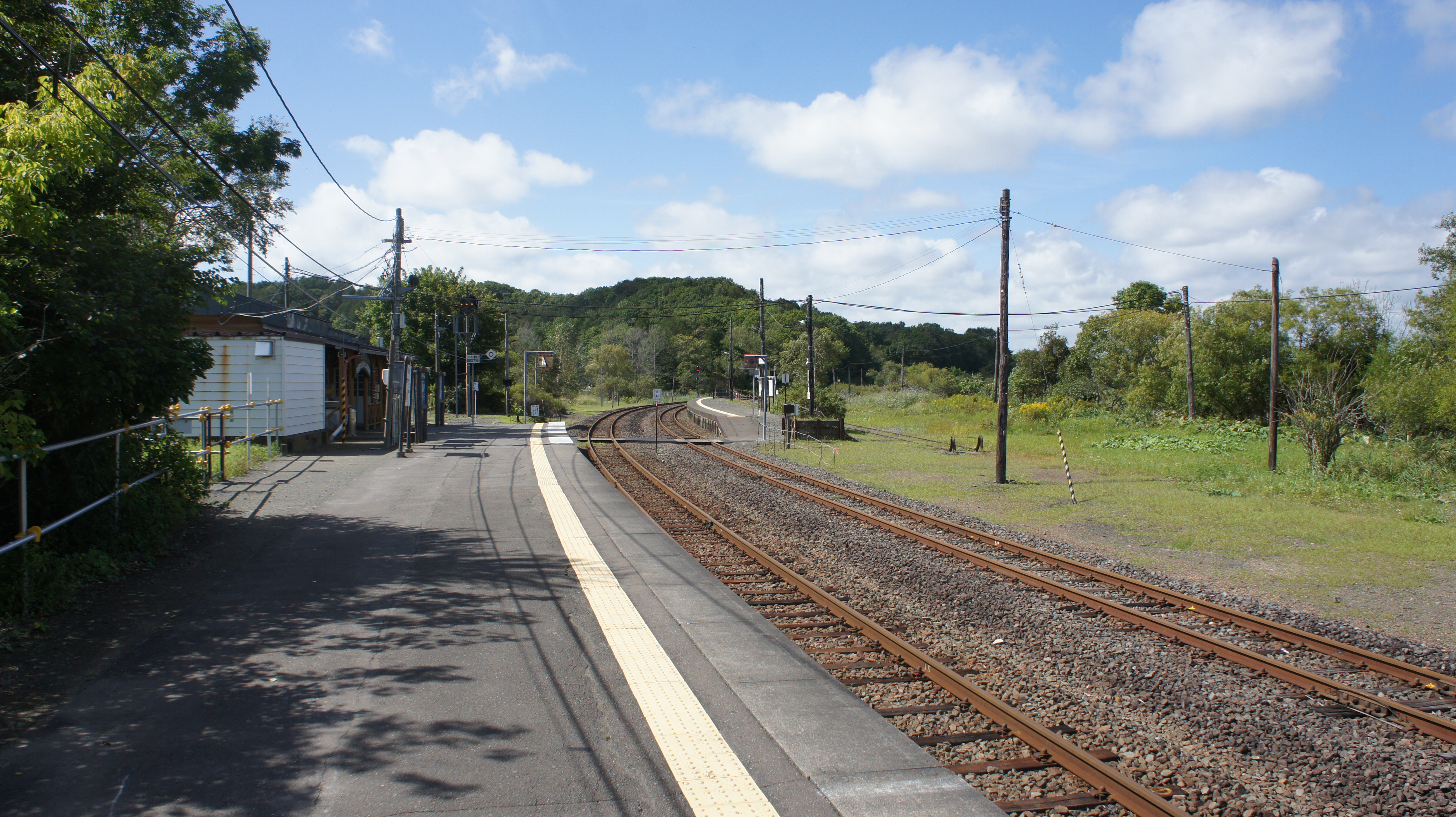
ホーム（2018年9月）
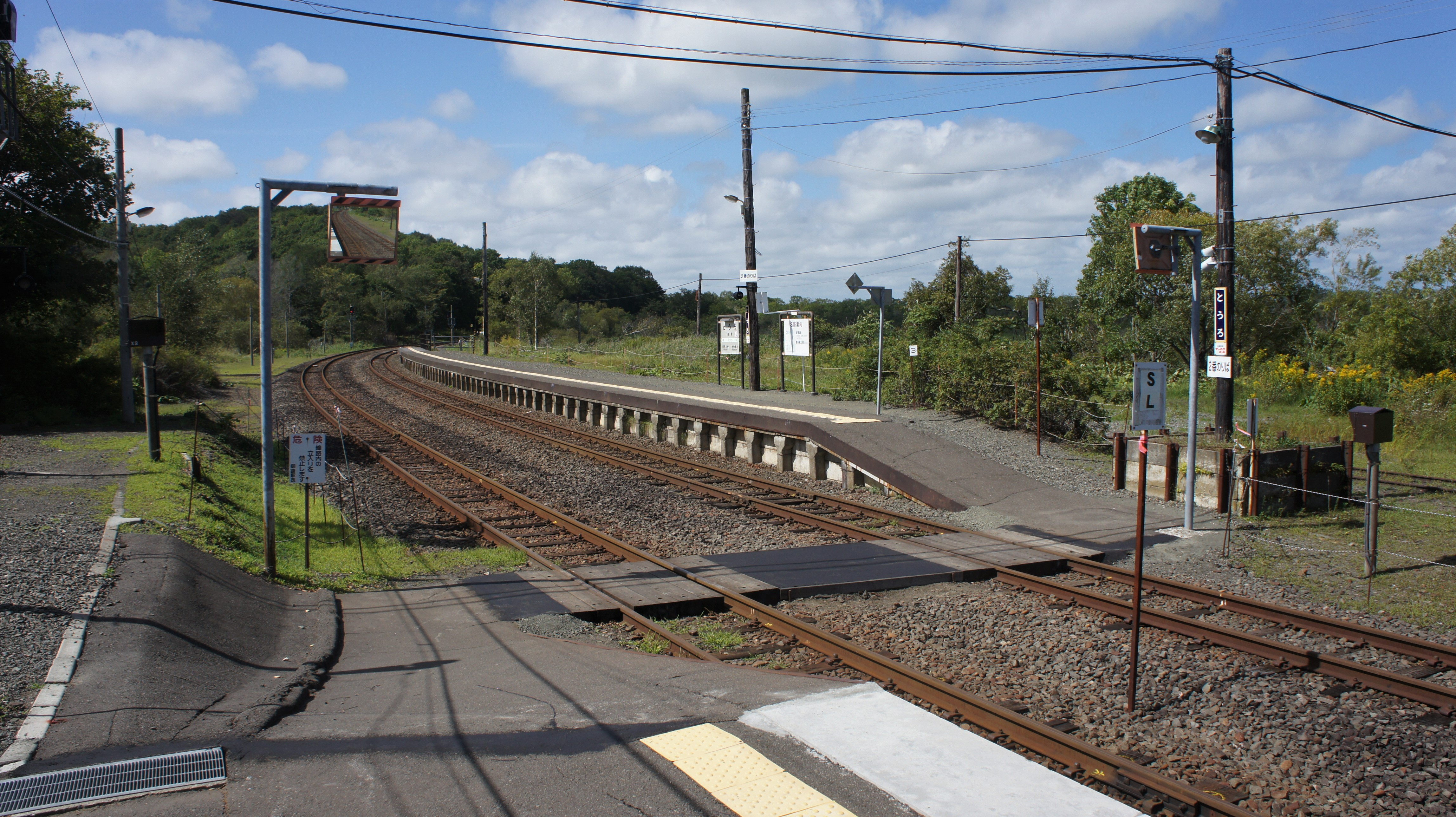
構内踏切（2018年9月）
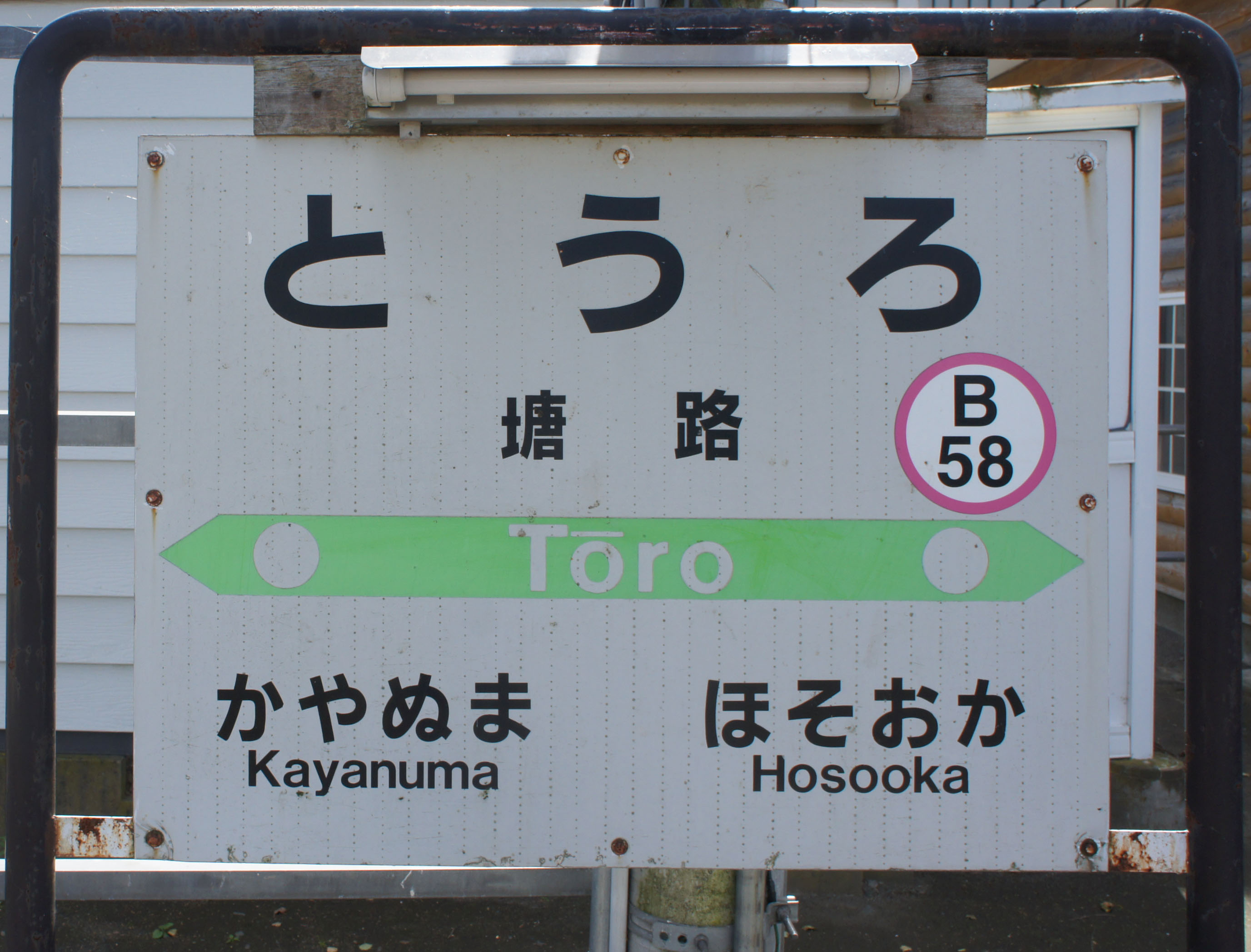
駅名標（2018年9月）

## 利用状況
乗車人員の推移は以下のとおり。年間の値のみ判明している年については、当該年度の日数で除した値を括弧書きで1日平均欄に示す。乗降人員のみが判明している場合は、1/2した値を括弧書きで記した。
また、「JR調査」については、当該の年度を最終年とする過去5年間の各調査日における平均である。
| 年度               | 乗車人員 | 乗車人員 | 乗車人員 | 出典       | 備考 |
| 年度               | 年間     | 1日平均  | JR調査   | 出典       | 備考 |
| ------------------ | -------- | -------- | -------- | ---------- | ---- |
| 1973年（昭和48年） | 52,868   | (144.8)  |          | [ 13 ]     |      |
| 1974年（昭和49年） | 49,602   | (135.9)  |          | [ 13 ]     |      |
| 1975年（昭和50年） | 44,558   | (121.7)  |          | [ 13 ]     |      |
| 1976年（昭和51年） | 42,443   | (116.3)  |          | [ 13 ]     |      |
| 1977年（昭和52年） | 38,878   | (106.5)  |          | [ 13 ]     |      |
| 1978年（昭和53年） | 35,906   | (98.4)   |          | [ 13 ]     |      |
| 1979年（昭和54年） | 32,675   | (89.3)   |          | [ 13 ]     |      |
| 1980年（昭和55年） | 30,066   | (82.4)   |          | [ 13 ]     |      |
| 1981年（昭和56年） | 26,933   | (73.8)   |          | [ 13 ]     |      |
| 1982年（昭和57年） | 28,305   | (77.5)   |          | [ 13 ]     |      |
| 1983年（昭和58年） | 26,471   | (72.3)   |          | [ 13 ]     |      |
| 1984年（昭和59年） | 24,290   | (66.5)   |          | [ 13 ]     |      |
| 1985年（昭和60年） | 25,185   | (69.0)   |          | [ 13 ]     |      |
| 1986年（昭和61年） | 26,280   | (72.0)   |          | [ 13 ]     |      |
| 1987年（昭和62年） | 13,140   | (35.9)   |          | [ 13 ]     |      |
| 1988年（昭和63年） | 9,150    | (25.1)   |          | [ 13 ]     |      |
| 1989年（平成元年） | 8,030    | (22.0)   |          | [ 13 ]     |      |
| 1990年（平成02年） | 6,400    | (17.5)   |          | [ 13 ]     |      |
| 1991年（平成03年） | 4,325    | (11.8)   |          | [ 13 ]     |      |
| 1992年（平成04年） | 4,917    | (13.5)   |          | [ 13 ]     |      |
| 1993年（平成05年） | 6,696    | (18.3)   |          | [ 13 ]     |      |
| 1994年（平成06年） | 7,300    | (20.0)   |          | [ 13 ]     |      |
| 1995年（平成07年） | 4,758    | (13.0)   |          | [ 13 ]     |      |
| 2016年（平成28年） |          |          | 5.4      | [ JR北 2 ] |      |
| 2017年（平成29年） |          |          | 5.2      | [ JR北 3 ] |      |
| 2018年（平成30年） |          |          | 5.2      | [ JR北 4 ] |      |
| 2019年（令和元年） |          |          | 5.6      | [ JR北 5 ] |      |
| 2020年（令和02年） |          |          | 4.8      | [ JR北 6 ] |      |
| 2021年（令和03年） |          |          | 4.8      | [ JR北 7 ] |      |
| 2022年（令和04年） |          |          | 5.8      | [ JR北 8 ] |      |
| 2023年（令和05年） |          |          | 4.8      | [ JR北 9 ] |      |

## 駅周辺
周辺は小さな集落がある。
- 塘路湖
- 釧路湿原
- 塘路湖エコミュージアムセンターあるこっと（博物館）
- レイクサイド塘路（カヌーステーション、湿原カヌー下り）
- 標茶町郷土館
- サルボ展望台
- 標茶町塘路住民センター
- 弟子屈警察署塘路駐在所
- 塘路郵便局
- 塘路漁業協同組合
- 標茶町立塘路小中学校
- 国道391号
- 標茶町有バス「塘路」バス停[14]

## 隣の駅
北海道旅客鉄道（JR北海道）
■釧網本線
茅沼駅 (B59) - 塘路駅 (B58) - *（臨）細岡駅 (B57) - **釧路湿原駅 (B56) - 遠矢駅 (B55)
*:細岡駅は冬季間全列車通過（一部列車は通年通過）。
**:釧路湿原駅は一部の列車が通過する。

## バス路線
標茶町町営バス五十石駅、役場前(標茶町)